# Dixoniellales
Ordre
Familles de rang inférieur
- Dixoniellaceae

Les Dixoniellales sont un ordre d’algues rouges unicellulaires de la classe des Rhodellophyceae.
Il contient une famille : les Dixoniellaceae.

## Liste des familles
Selon AlgaeBase (6 août 2013), NCBI (6 août 2013) et World Register of Marine Species (6 août 2013) :
- famille des Dixoniellaceae Yokoyama, J.Scott, G.Zuccarello, M.Kajikawa, Y.Hara & J.West, 2009